# Caprinsäure
Die Caprinsäure (auch Decansäure) ist die gesättigte Fettsäure, welche sich vom Alkan n-Decan ableitet. Der Name leitet sich wie bei der Capronsäure und der Caprylsäure von capra, dem lateinischen Wort für Ziege ab.

## Eigenschaften
Caprinsäure ist ein weißer Feststoff, der knapp oberhalb der Raumtemperatur schmilzt. Die Säure hat einen „bockartigen“ Geruch, der zu ihrer Namensgebung (lat. capra die Ziege) und den historischen Trivialnamen „Bocksäure“ und „Ziegensäure“ beigetragen hat. Decansäure ist gut löslich in organischen Lösungsmitteln wie Alkoholen (Methanol, Ethanol) oder Ethern. In Wasser löst sie sich nur schlecht (0,15 g/l), besser jedoch unter Deprotonierung / Salzbildung in Laugen. Ihre Salze heißen Caprinate oder Decanoate.
Sie ist brennbar. Die wässrige Lösung reagiert schwach sauer. Aufgrund der sauren Wirkung kann sie die Augen, die Atmungsorgane und die Haut reizen, ist aber vollkommen ungiftig.

## Herstellung
Decansäure kann im Labor durch Oxidation von n-Decanol erhalten werden.

## Vorkommen und Gewinnung
Caprinsäure kommt gebunden in Triglyceriden in verschiedenen Samenölen in hoher Konzentration vor, bei verschiedenen Arten der Köcherblümchen (Cuphea spp.) und der Ulmengewächse (Ulmus spp.) und bei Lorbeergewächsen (Lauraceae) z. B. in Samen des Kampferbaums (Cinnamonum camphora). Sie findet sich in Rosmarin (Rosmarinus officinalis), Thymian (Thymus vulgaris) und Oregano (Origanum vulgare), Ingwer (Zingiber officinale), Möhren (Daucus carota) und Melonen, wie Wassermelonen (Citrullus lanatus) oder Zuckermelonen (Cucumis melo). Sie tritt auch in Palm- (Serenoa repens, Bactris gasipaes) und Kokosöl (Cocos nucifera) bzw. im Fett der Ziegenmilch auf. Aus diesen Fetten kann die Säure industriell gewonnen werden. Sie kommt auch in verschiedenen ätherischen Ölen vor z. B. im Zitronengrasöl, Kamillenöl und  Hopfenöl.

## Verwendung
Caprinsäure, vor allem aber ihre Derivate (z. B. Caprinsäure enthaltende Triglyceride), sind in Kosmetika enthalten.